# Israel Smith
Israel Smith (Suffield, 1759. április 4. – Rutland, 1810. december 2.) az Amerikai Egyesült Államok szenátora (Vermont, 1803–1807).